# János Aszalay
János Aszalay nume la naștere: János Szabó (n. ? 1769, Aszaló-d. 12 octombrie 1796, Graz) a fost un scriitor și traducător maghiar.